# Kuflowa
Kuflowa lub Kuflówka – polana pomiędzy szczytami Rogacz i Przysłop w Grupie Magurki Wilkowickiej w Beskidzie Małym. Znajduje się na stoku po wschodniej stronie szlaku, na wysokości około 700–715 m. Biegnie przez nią czerwony szlak turystyczny .
Polana otoczona jest dorodną buczyną. Na pniu buka w górnej części polany jest krzyż z wyciętym z blachy Chrystusem. Na polanie wypasał krowy i mieszkał latem gazda Kufel i od jego nazwiska pochodzi nazwa polany. Mieszkał w kamiennym szałasie, którego ruiny stoją w górnym rogu polany. Pręty w oknach stanowiły zabezpieczenie przed włamaniem. Takich kamiennych szałasów w Beskidzie Małym było więcej, ocalały resztki nielicznych.
Z górnej części polany wychodzi ścieżka, którą można dojść na polanę Babczaki, dzięki czemu można skrócić sobie dojście na Magurkę.
Z górnej części polany ograniczone widoki na Babią Góre i inne szczyty Beskidu Żywieckiego. Polana znajduje się w granicach wsi Łodygowice w województwie śląskim, w powiecie żywieckim, gminie Łodygowice.
Szlaki turystyczne

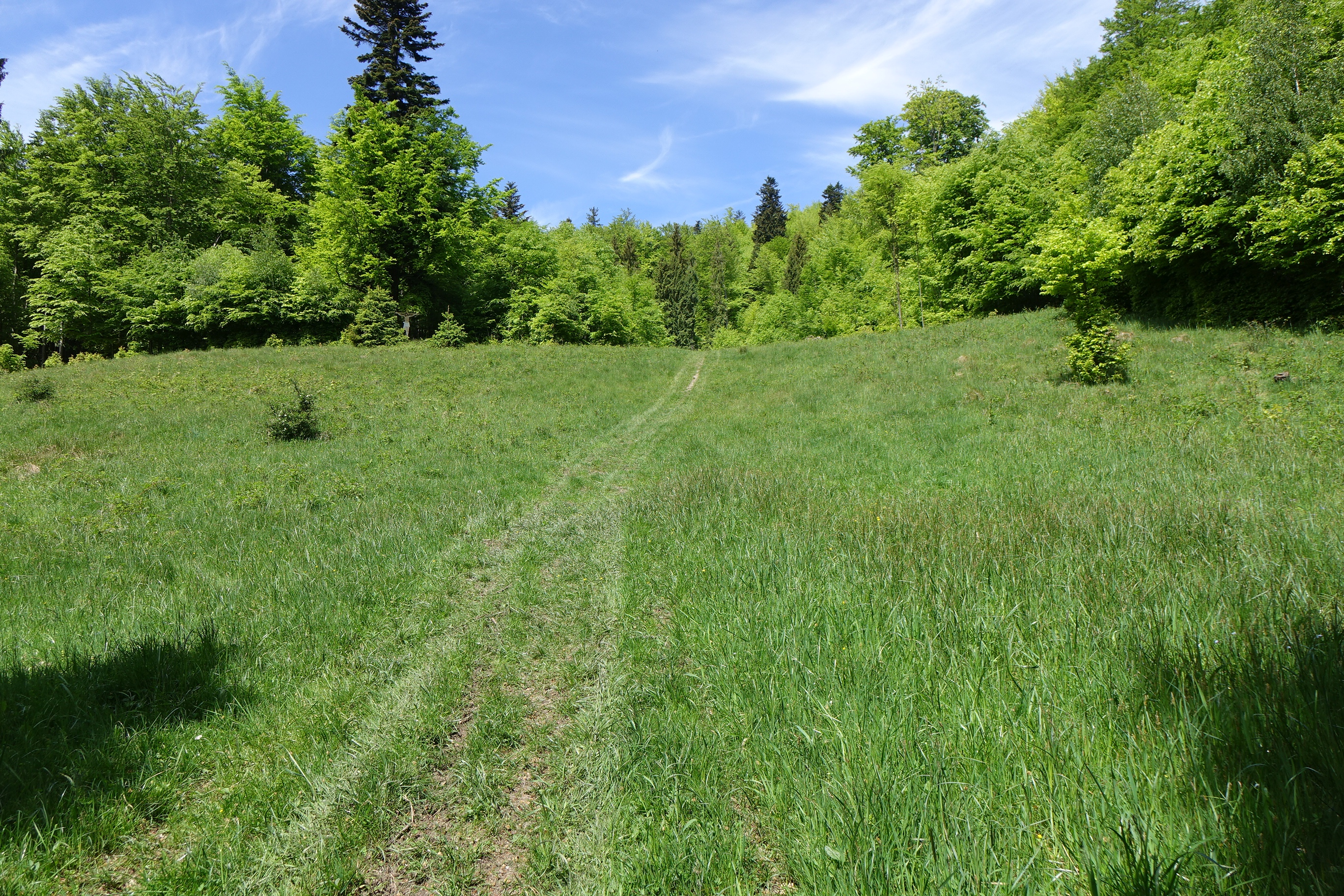
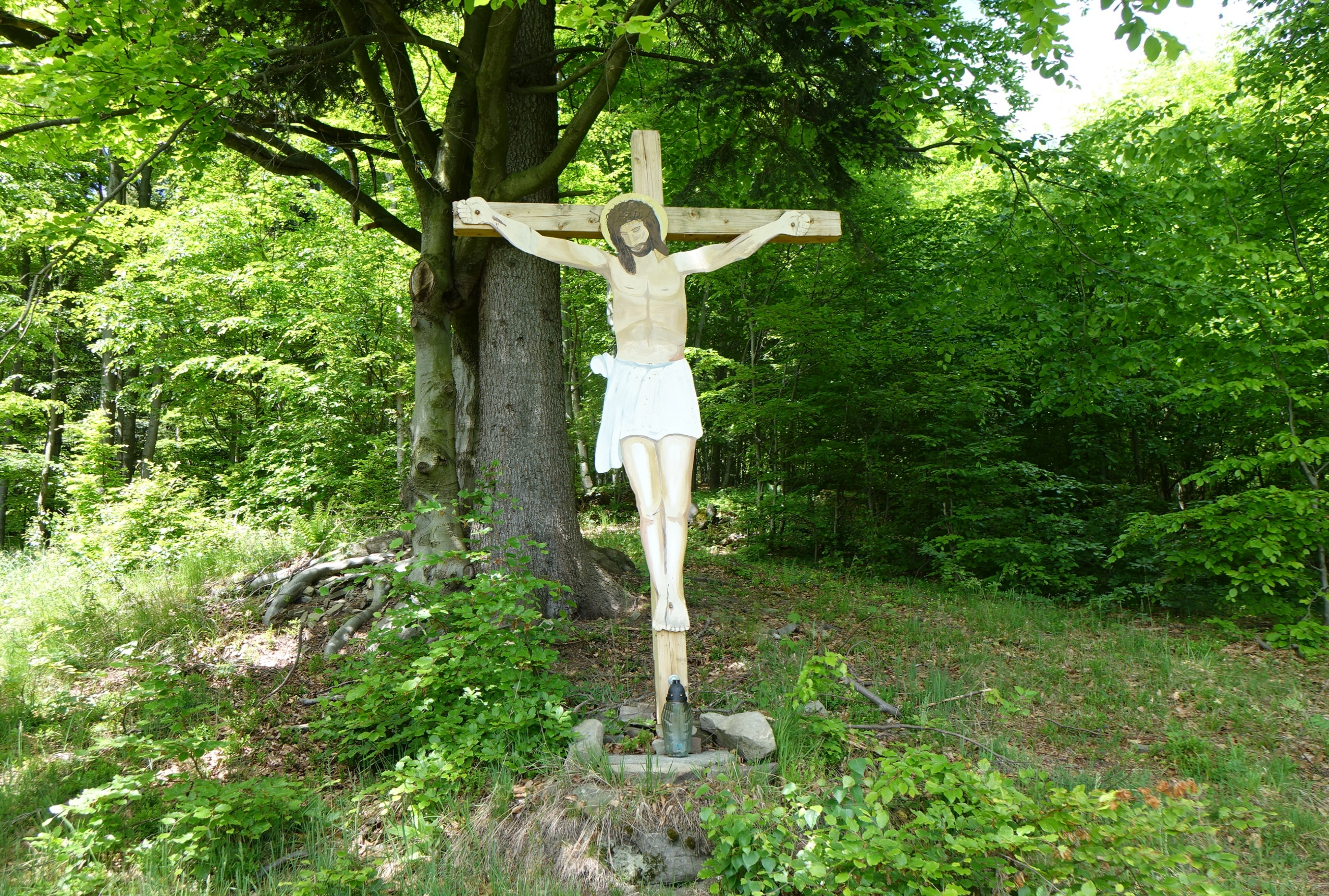
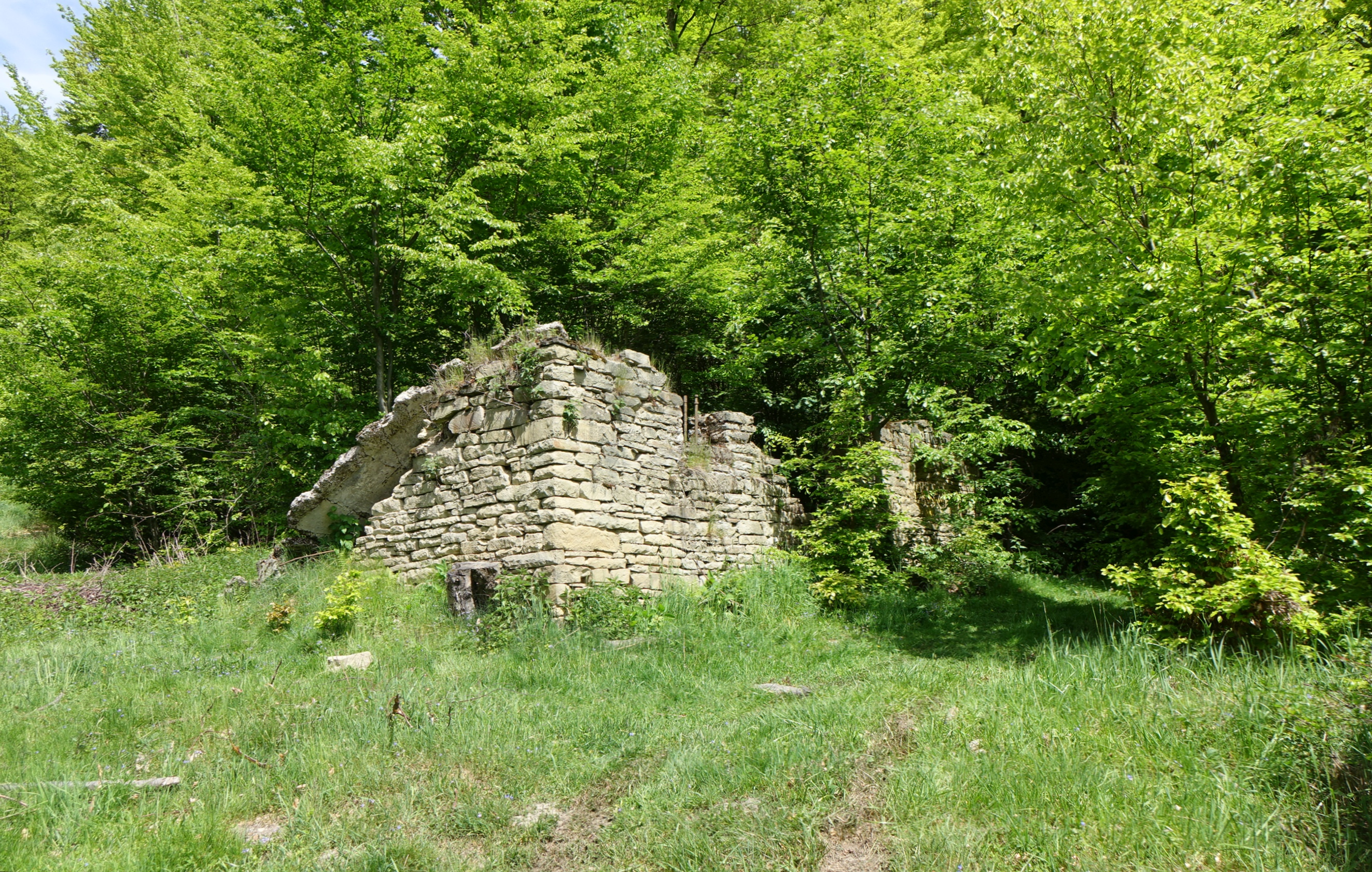
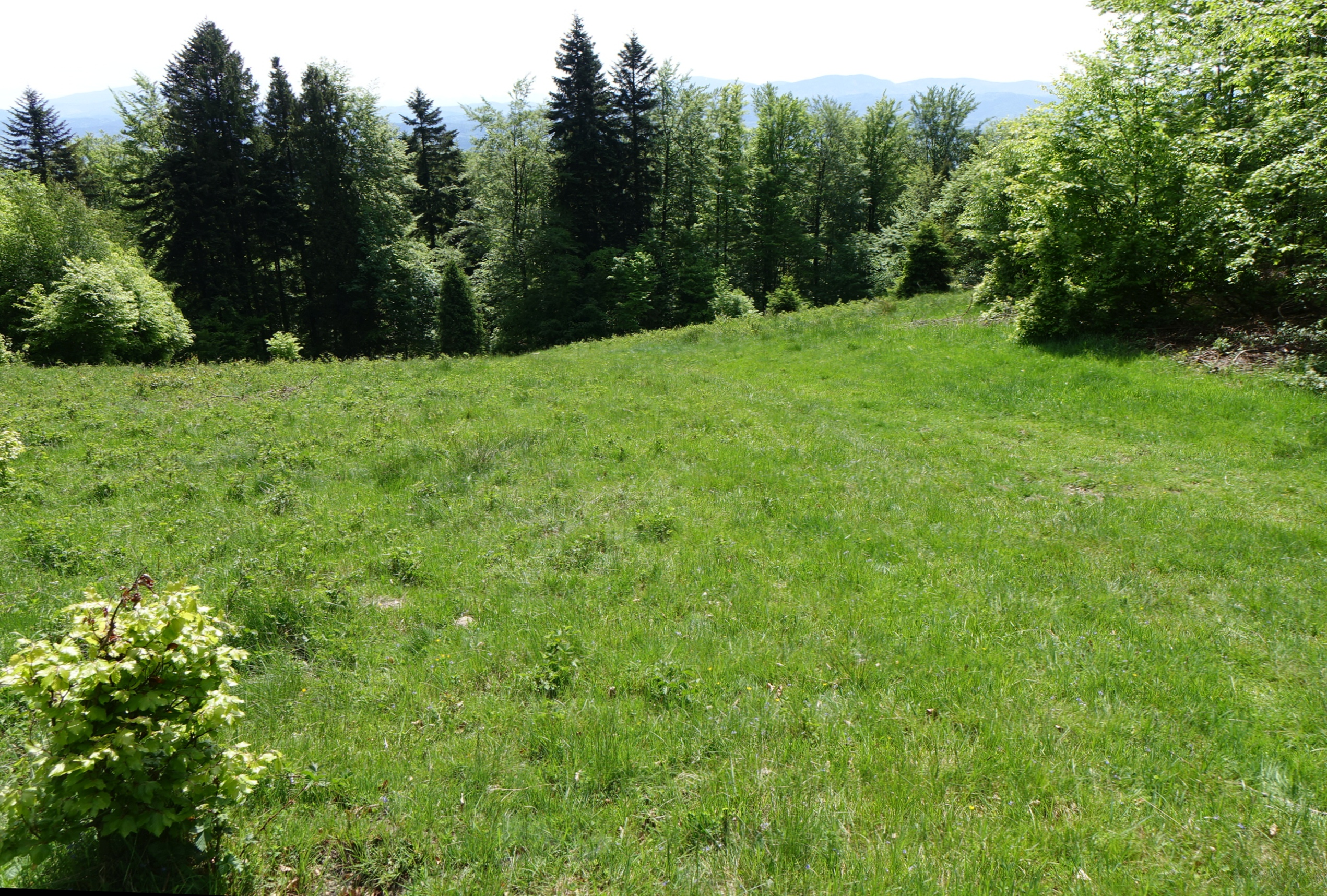

 Łodygowice (stacja PKP) – polana Przysłop – Diabelski Kamień – Kuflowa – Wysokie Siodło – Rogacz – Międzybrodzie Bialskie.